# Хоптон-он-Си
Хоптон-он-Си — сельское поселение, община и морской курорт на побережье Восточной Англии, в графстве Норфолк. Он расположен примерно в 8 км к югу от города Грейт Ярмут и очень близко к самой восточной точке Великобритании, Лоустофт-Несс.
Община была до 1974 года в графстве Суффолк. Она имеет площадь 5,63 км², согласно переписи 2001 года численность население составляла 2706 в 1166 домохозяйств. Для целей местного самоуправления, приход относится к округу Грейт Ярмут.

## Известные жителя
- Ян Хантли — британский педофил.

1. ↑  Parish Profiles // (unknown type) — Office for National Statistics.